# Mehdi Baghdad
 (octobre 2023).
La mise en forme du texte ne suit pas les recommandations de Wikipédia : il faut le « wikifier ».
Les points d'amélioration suivants sont les cas les plus fréquents. Le détail des points à revoir est peut-être précisé sur la page de discussion.
- Les titres sont pré-formatés par le logiciel. Ils ne sont ni en capitales, ni en gras.
- Le texte ne doit pas être écrit en capitales (les noms de famille non plus), ni en gras, ni en italique, ni en « petit »…
- Le gras n'est utilisé que pour surligner le titre de l'article dans l'introduction, une seule fois.
- L'italique est rarement utilisé : mots en langue étrangère, titres d'œuvres, noms de bateaux, etc.
- Les citations ne sont pas en italique mais en corps de texte normal. Elles sont entourées par des guillemets français : « et ».
- Les listes à puces sont à éviter, des paragraphes rédigés étant largement préférés. Les tableaux sont à réserver à la présentation de données structurées (résultats, etc.).
- Les appels de note de bas de page (petits chiffres en exposant, introduits par l'outil «  Source ») sont à placer entre la fin de phrase et le point final[comme ça].
- Les liens internes (vers d'autres articles de Wikipédia) sont à choisir avec parcimonie. Créez des liens vers des articles approfondissant le sujet. Les termes génériques sans rapport avec le sujet sont à éviter, ainsi que les répétitions de liens vers un même terme.
- Les liens externes sont à placer uniquement dans une section « Liens externes », à la fin de l'article. Ces liens sont à choisir avec parcimonie suivant les règles définies. Si un lien sert de source à l'article, son insertion dans le texte est à faire par les notes de bas de page.
- La présentation des références doit suivre les conventions bibliographiques. Il est recommandé d'utiliser les modèles {{Ouvrage}}, {{Chapitre}}, {{Article}}, {{Lien web}} et/ou {{Bibliographie}}. Le mode d'édition visuel peut mettre en forme automatiquement les références.
- Insérer une infobox (cadre d'informations à droite) n'est pas obligatoire pour parachever la mise en page.

Pour une aide détaillée, merci de consulter Aide:Wikification.
Si vous pensez que ces points ont été résolus, vous pouvez retirer ce bandeau et améliorer la mise en forme d'un autre article.
Mehdi Baghdad (né le 13 avril 1985) est un combattant français d'arts martiaux mixtes qui s'entraîne à Los Angeles, Californie. Il a combattu précédemment pour l'Ultimate Fighting Championship (UFC) dans la catégorie des poids légers. Il a également été un concurrent dans l'émission "The Ultimate Fighter 22: Team McGregor vs Team Faber".

## Biographie

### Carrière dans les arts martiaux mixtes
Baghdad a commencé à s'entraîner à l'âge de 16 ans et a disputé son premier combat à 20 ans. Il est devenu champion du monde de Muay Thai et champion lightweight de RFA MMA.. Baghdad tire son inspiration de son père décédé lorsqu'il était jeune, ainsi que du boxeur champion du monde Prince Naseem Hamed. Sa première défaite lui a été infligée par le combattant de l'UFC, Charles Oliveira. Le surnom de Baghdad est "Sultan", ce qui signifie "Haut Roi / Empereur" en arabe.

### The Ultimate Fighter
Baghdad a rejoint "The Ultimate Fighter 22: Team McGregor vs Team Faber". Baghdad a battu Artiom Lobov par décision majoritaire après deux rounds. Il a ensuite rejoint l'équipe de McGregor (l'équipe européenne). Malheureusement, Julian Erosa a battu Mehdi Baghdad par décision majoritaire après deux rounds dans les combats préliminaires, ce qui l'a éliminé du tournoi.

### Ultimate Fighting Championship
Malgré sa défaite à "TUF 22", Baghdad a été signé par l'UFC et a eu son premier combat contre Chris Wade lors de l'UFC Fight Night 81 le 17 janvier 2016. Baghdad a perdu par soumission à 4 minutes et 30 secondes du premier round, sur une étranglement arrière.
Baghdad devait affronter John Makdessi le 4 juin 2016 à l'UFC 199, mais le combat a été reporté au 7 juillet 2016 lors de l'UFC Fight Night 90. Makdessi a remporté le combat par décision partagée.
Baghdad était prévu pour affronter Jon Tuck le 15 octobre 2016 lors de l'UFC Fight Night 97. Cependant, Baghdad s'est retiré du combat mi-septembre en raison d'une blessure, et a été remplacé par le nouveau venu Alex Volkanovski. En conséquence, Baghdad a été libéré par la promotion.

### "The Ultimate Fighter: Redemption"
En février 2017, il a été révélé que Baghdad participerait à nouveau à l'émission de téléréalité de l'UFC dans la saison 25, "The Ultimate Fighter: Redemption". Baghdad a été le deuxième choix global pour l'équipe de Garbrandt. Il a affronté Jesse Taylor au premier tour et a perdu par décision unanime.

### Post UFC
Baghdad a affronté Thibault Gouti pour la ceinture Super Lightweight du LTDE le 2 juillet 2021 à Trophee des Etoiles 15. Baghdad a perdu le combat par TKO au premier round.